# NAC in het seizoen 1964/65
Het seizoen 1964/1965 was het 11e jaar in het bestaan van de Bredase betaaldvoetbalclub NAC. De club kwam uit in de Nederlandse Eredivisie en eindigde daarin op de 16e plaats, dit betekende dat de club rechtstreeks degradeerde naar de Eerste divisie. Tevens deed de club mee aan het toernooi om de KNVB Beker, hierin werd in de halve finale verloren van Go Ahead (1–2).

## Wedstrijdstatistieken

### Eredivisie
|       | ADO   | Ajax  | DOS   | DWS   | Sportclub Enschede | Feijenoord | Fortuna '54 | Go Ahead | GVAV  | Heracles | MVV   | PSV   | Sittardia | Sparta | Telstar |
| ----- | ----- | ----- | ----- | ----- | ------------------ | ---------- | ----------- | -------- | ----- | -------- | ----- | ----- | --------- | ------ | ------- |
| Thuis | 0 – 1 | 1 – 2 | 3 – 0 | 1 – 2 | 1 – 1              | 1 – 0      | 0 – 1       | 2 – 0    | 1 – 0 | 0 – 0    | 1 – 1 | 1 – 0 | 2 – 2     | 1 – 2  | 2 – 0   |
| Uit   | 2 – 2 | 3 – 0 | 1 – 1 | 3 – 1 | 6 – 1              | 5 – 1      | 1 – 6       | 2 – 0    | 3 – 0 | 4 – 2    | 3 – 1 | 1 – 0 | 1 – 1     | 1 – 0  | 1 – 1   |

### KNVB Beker
| 1e ronde                                     | Tubantia                              | 1 – 5 (0 – 2)       | NAC                                                                         |
| 4 oktober 1964 Plaats: Hengelo Veldwijk      | Frans Olde Riekerink                  |                     | 13', –' Ger Saris 23' Willy van den Hurk Jacques Visschers 89' Ad Graaumans |
| 2e ronde                                     | NAC                                   | 1 – 0 Na verlenging | Telstar                                                                     |
| 6 december 1964 Plaats: Breda Beatrixstraat  | Wim Groenewegen 107'                  |                     |                                                                             |
| 3e ronde                                     | NAC                                   | 1 – 0 (0 – 0)       | Blauw-Wit                                                                   |
| 28 februari 1965 Plaats: Breda Beatrixstraat | Ad Graaumans 89'                      |                     |                                                                             |
| Kwartfinale                                  | Enschedese Boys                       | 1 – 2 (0 – 1)       | NAC                                                                         |
| 16 mei 1965 Plaats: Enschede Heekpark        | Hans Roordink 70'                     |                     | 57' Willy van den Hurk 90' Nico Rijnders                                    |
| Halve finale                                 | Go Ahead                              | 2 – 1 (2 – 1)       | NAC                                                                         |
| 23 mei 1965 Plaats: Utrecht Galgenwaard      | Chris Lefering 24' Gerrit Niehaus 44' |                     | 42' Jacques Visschers                                                       |

### International Football Cup
| Groep A4                                             | NAC                                                                                                  | 3 – 0 (2 – 0)    | 1. FC Saarbrücken                                                                        |
| 31 mei 1964 Plaats: Breda Beatrixstraat              | Wim Groenewegen 9' Jacques Visschers 30' Wim van den Hurk 56'                                        | Wedstrijdverslag |                                                                                          |
| Groep A4                                             | BSC Young Boys                                                                                       | 3 – 6 (2 – 4)    | NAC                                                                                      |
| 3 juni 1964 Plaats: Bern Wankdorf                    | Ernst Wechselberger 3', 88' Viktor Buffoni 21'                                                       | Wedstrijdverslag | 6', 74' Wim Groenewegen 11', 62' Jacques Visschers 18' Wim van den Hurk 43' Ad Graaumans |
| Groep A4                                             | 1. FC Saarbrücken                                                                                    | 2 – 2 (1 – 0)    | NAC                                                                                      |
| 13 juni 1964 Plaats: Saarbrücken Ludwigsparkstadion  | Werner Rinaß 3' Werner Hesse 88' (pen.)                                                              | Wedstrijdverslag | 48' Wim Groenewegen 55' Jacques Visschers                                                |
| Groep A4                                             | RFC de Liège                                                                                         | 0 – 0            | NAC                                                                                      |
| 21 juni 1964 Plaats: Luik Stade Vélodrome de Rocourt | | Wedstrijdverslag |                                                                                          |
| Groep A4                                             | NAC                                                                                                  | 0 – 1 (0 – 1)    | RFC de Liège                                                                             |
| 27 juni 1964 Plaats: Breda Beatrixstraat             | | Wedstrijdverslag | 37' Gérard Sulon                                                                         |
| Groep A4                                             | NAC                                                                                                  | 6 – 2 (2 – 1)    | BSC Young Boys                                                                           |
| 5 juli 1964 Plaats: Breda Beatrixstraat              | Cock Luyten 35' Wim Groenewegen 39', 60' Jacques Visschers 80' Ad Graaumans 85' Wim van den Hurk 88' | Wedstrijdverslag | 42' Paul Marti 47' (pen.) Anton Schnider                                                 |

## Statistieken NAC 1964/1965

### Eindstand NAC in de Nederlandse Eredivisie 1964 / 1965
| Stand | Gespeeld | Gewonnen | Gelijk | Verloren | Punten | Doelpunten voor | Doelpunten tegen |
| ----- | -------- | -------- | ------ | -------- | ------ | --------------- | ---------------- |
| 16e   | 30       | 7        | 8      | 15       | 22     | 34              | 49               |

### Topscorers
| #                    | Naam               | Goal |
| -------------------- | ------------------ | ---- |
| 1.                   | Wim Groenewegen    | 9    |
| 2.                   | Ger Saris          | 5    |
| 3.                   | Willy van den Hurk | 4    |
| 3.                   | Cock Luyten        | 4    |
| 5.                   | Frans Vermeulen    | 3    |
| 6.                   | Ad Graaumans       | 2    |
| 6.                   | Jacques Visschers  | 2    |
| 8.                   | Jan van Gorp       | 1    |
| 8.                   | Rob Mul            | 1    |
| 8.                   | Adri Pelkmans      | 1    |
| Onbekende doelpunten |                    |      |
| –                    | Onbekend           | 2    |
| Totaal               | Totaal             | 34   |

| #      | Naam               | Goal |
| ------ | ------------------ | ---- |
| 1.     | Ad Graaumans       | 2    |
| 1.     | Willy van den Hurk | 2    |
| 1.     | Ger Saris          | 2    |
| 1.     | Jacques Visschers  | 2    |
| 5.     | Wim Groenewegen    | 1    |
| 5.     | Nico Rijnders      | 1    |
| Totaal | Totaal             | 10   |

| #      | Naam              | Goal |
| ------ | ----------------- | ---- |
| 1.     | Wim Groenewegen   | 6    |
| 2.     | Jacques Visschers | 5    |
| 3.     | Wim van den Hurk  | 3    |
| 4.     | Ad Graaumans      | 2    |
| 5.     | Cock Luyten       | 1    |
| Totaal | Totaal            | 17   |